# وو تشنغ تشن
وو تشينج تشن (بالصينية: 吳誠真) (بالصينية: 吳誠 真؛ من مواليد 14 يناير 1957) هي أول امرأة صينية يتم ترسيمها كرئيسة لدير في تاريخ الديانة الطاوية.

## حياتها المُبكرة
وُلدت وو يونزين في 14 يناير 1957 ، في زينزو بمنطقة ووهان في مقاطعة خوبي بالصين باعتبارها الابنة الصغرى لأسرة مكونة من ستة أشقاء وأخوات. عندما كانت وو طفلةً، قرأت كتباً تخص أقاربها عن البوذية (البوذية) ، والمسيحية والطاوية. تمكنت وو قبل الثورة الثقافية من إنهاء دراستها الثانوية وبدأت العمل كمحاسبة، ولكن لم يكن مفتوحًا أمامها أي خيارات للتعليم العالي الرسمي. بدأت وو التعلّم الذاتي بقراءة نصوص عن الفلسفة واللاهوت والتنوير. وفي سن الثالثة والعشرين، اتبعت خُط أختها الأكبر سنًا، وقدمت نذور الطاوية، وغيرت اسمها إلى وو تشنغ تشن.

## حياتها المهنية

### حياتها المهنية مُبكرًا
بدأ وو العمل كطباخة وبستانية في معبد ووهان في تشانغتشون الطاوية. درست وو على يد رئيس الدير الثاني والعشرين زيي زونجزين في معبد بايوين في بكين، ثم أصبحت راهبة بعد أربع سنوات في مارس 1984. يُعد معبد تشانغتشون، الذي بُني خلال عهد مملكة يوان)، واحدًا من أهم المعسكرات في الصين. تم تعيين وو في برتبة زوتشي (الرئيس الأدنى) في عام 1995، [3] وتم اختيارها كنائب رئيس رابطة الطاوية في ووهان. كانت واحدة من واجباتها الرئيسية هي جمع التبرعات. يعتمد رجال الدين الطاويين على التبرعات العامة لمشاريع الأشغال العامة الخاصة بهم. وبحسب ما ورد كان لدى وو حوالي 10000 من المتابعين الذين يتبرعون سنويًا بما لا يقل عن مليوني يوان (2920920 دولارًا أمريكيًا)، اعتادوا على رعاية الفقراء والأطفال الذين تسربوا من المدارس، والأرامل، وكذلك مشاريع بناء الجسور والطرق والمدارس والإغاثة في حالات الكوارث.

### حياتها المهنية لاحقًا
حصلت وو في عام 2001 على درجة الماجستير في الفلسفة من جامعة هواتشونغ للعلوم والتكنولوجيا وأصبحت رئيسة لكل من مقاطعة خوبي وجمعية ووهان للطاوية في عام 2007. بدأت وو في عام 2009 دراسة أخرى للحصول على درجة الدكتوراه من جامعة رنمين في الصين وكان موضوع الأطروحة تقييم وظيفة الطاوية في خلق مجتمع متناغم. تم انتخاب وو في عام 2009 بالإجماع من قِبَل جميع القادة في جميع أقسام معبد تشانغتشون لتكون بمثابة رئيس الدير الأكبر. تم تنصيبها في 15 نوفمبر 2009. وفي عام 2014، سافرت وو إلى الولايات المتحدة وساعدت في تأسيس رابطة الطاوية بالولايات المتحدة.